# Rosyjski Kościół Prawdziwie Prawosławny

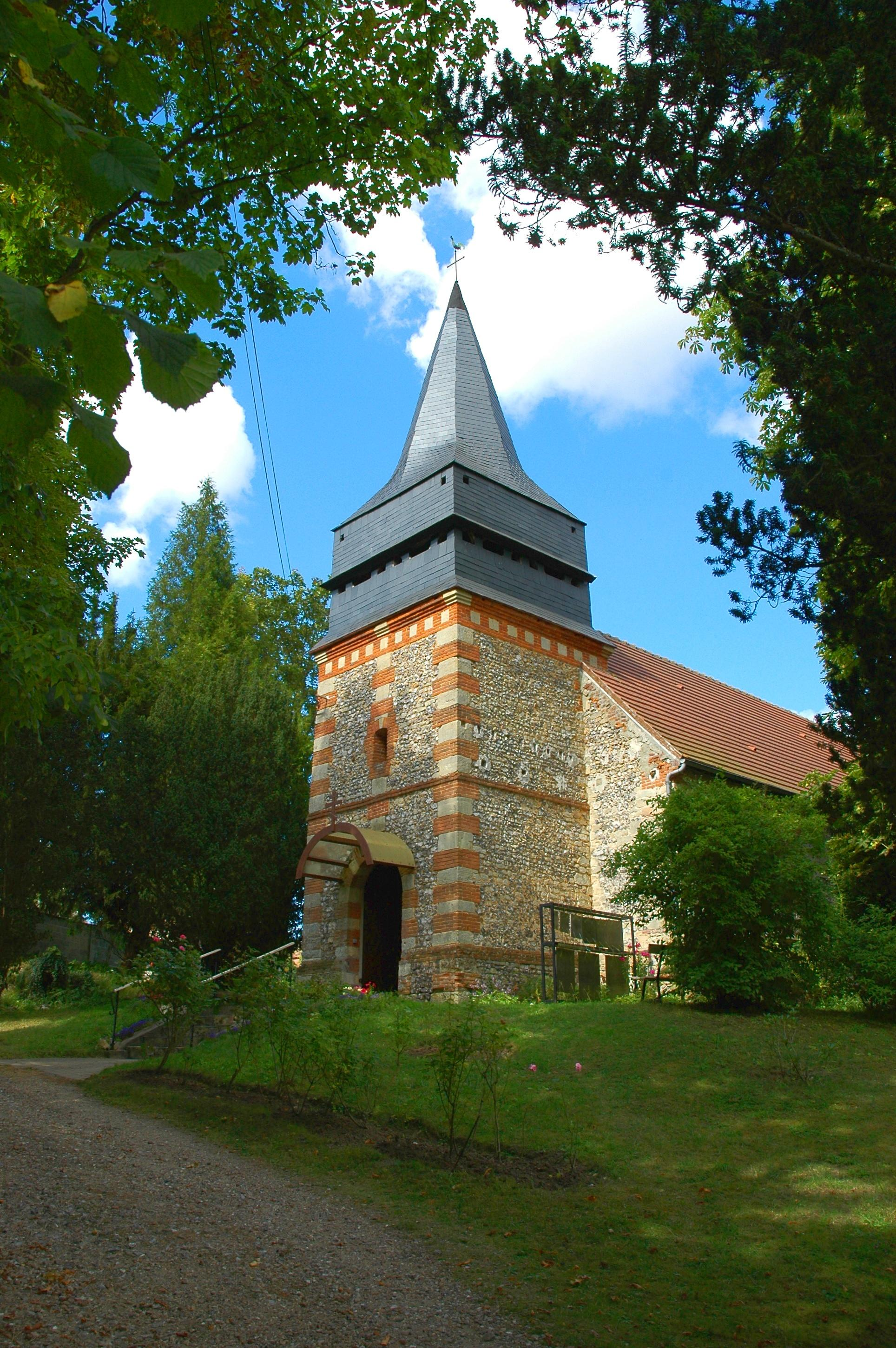
Monaster Leśniańskiej Ikony Matki Bożej w Chavincourt-Provemont jest jedynym klasztorem w jurysdykcji Rosyjskiego Kościoła Prawdziwie Prawosławnego

Rosyjski Kościół Prawdziwie Prawosławny (ros. Русская истинно-православная церковь) – niekanoniczny Kościół prawosławny, uważający się za jedynego kontynuatora tradycji prawosławia rosyjskiego od czasu zintensyfikowania kontaktów między Rosyjskim Kościołem Prawosławnym poza granicami Rosji i Rosyjskim Kościołem Prawosławnym, które zaowocowały ich pełnym zjednoczeniem. 
Według danych podawanych przez ten Kościół, posiada on ok. 200 parafii na terenie Rosji, Ukrainy, Białorusi, na zachodzie Europy oraz w obydwu Amerykach. Większość prowadzi jednak działalność duszpasterską w ukryciu (na zasadzie Kościoła katakumbowego). Hierarchowie Kościoła pochodzą z grona biskupów Rosyjskiego Kościoła Prawosławnego poza granicami Rosji, którzy nie podzielali poglądów metropolity Ławra w sprawie przyszłości Kościoła. Twórcą Kościoła i jego pierwszym – jak dotąd jedynym - zwierzchnikiem był arcybiskup i schimnich Łazar (Żurbenko), zmarły w 2005. Drugim inspiratorem powstania Kościoła był metropolita Witalis (Ustinow), który jednak ostatecznie zerwał z nim i powołał do życia Rosyjski Kościół Prawosławny na Wygnaniu. Obydwie struktury nie utrzymują wzajemnych kontaktów; każda uważa się za jedyną spadkobierczynię tradycji prawosławia w Rosji. 
Na czele Synodu Biskupów Rosyjskiego Kościoła Prawdziwie Prawosławnego stoi od 2005 Tichon (Pasiecznik), który jednak nie nosi tytułu pierwszego hierarchy i posługuje się jedynie tytułem arcybiskupa omskiego i syberyjskiego. W jurysdykcji Kościoła znajduje się ponadto jeden żeński monaster, monaster Leśniańskiej Ikony Matki Bożej w Chavincourt-Provemont, który w 2007 opuścił Rosyjski Kościół Prawosławny poza granicami Rosji. 

## Eparchie
Według informacji podawanych przez sam Kościół, obecnie w jego skład wchodzą następujące eparchie: 
- eparchia odeska i charkowska
- eparchia czarnomorska i kubańska
- eparchia wiernieńska i semireczeńska
- eparchia nowogrodzka i twerska
- eparchia czernihowska i homelska
- eparchia omska i tambowska
- eparchia zachodnioeuropejska